# Platine
Cet article concerne l'élément chimique, le corps simple et les composés de combinaison. Pour les autres significations du mot « platine », voir Platine (homonymie).
Le platine est l'élément chimique de numéro atomique 78, de symbole Pt.
Les qualités du platine en font l'une des huit matières premières stratégiques considérées comme indispensables en temps de guerre.

## Histoire et généralité sur l'élément

### Découverte et dénomination
Ce métal facilement martelable était utilisé en Amérique précolombienne, ainsi que probablement par la plupart des cultures néolithiques et chalcolithiques majeures de l'Eurasie. Toutefois la première référence européenne apparut en 1557 dans les écrits de l'humaniste Jules César Scaliger (1484 – 1558) qui le décrit comme un métal mystérieux venant de mines des Indes occidentales situées entre Darién (Panama) et Mexico.
Les Conquistadors hispaniques nomment d'emblée le métal « platina » (petit argent) quand ils le découvrent sous forme native en Colombie actuelle. Les savants le considèrent par principe comme une impureté de l'argent, une sorte de « petit argent brillant » par mépris, et les autorités régaliennes espagnoles, ayant le monopole du bon minerai et des métaux recherchés, s'empressent de le mettre au rebut et de le rejeter dans les fleuves car ils redoutaient les fraudes diverses, telles l'imitation de pièces d'argent. Les Indiens et les colons à l'esprit pratique (il s'agit d'un métal inaltérable, relativement malléable et très ductile) s'en servaient pour de multiples usages, ustensiles divers, balles, pierres à fusils, en théorie illégaux et interdits sous peine de mort.
Le curieux métal platine ne fut vraiment étudié pour lui-même que par le militaire et astronome Antonio de Ulloa (1716 – 1795), qui avec Jorge Juan y Santacilia (1713 – 1773), avait été chargé par le roi Philippe V d'Espagne de rejoindre la mission scientifique française au Pérou (1735 – 1745). Parmi d’autres objets selon lui inédits, Ulloa observa le platina del pinto, un métal inexploitable trouvé avec l’or de Nouvelle-Grenade (Colombie).
À son retour en Europe (1744), le navire français dut se rendre aux autorités britanniques  du port de Louisbourg. Quoiqu’il fût bien traité en Angleterre et admis plus tard comme membre de la Royal Society, d'Ulloa captif n'eut pas le droit de publier avant 1748[réf. nécessaire]. Charles Wood rapporta en Angleterre les premiers échantillons natifs de ce métal en 1741, avant que le médecin et chimiste William Brownrigg, avec l’aide de Ulloa, le décrive en minéralogie en 1748. Mais il fallait disposer de l'usage d'un chalumeau performant, mis au point plus tard par les chimistes et minéralogistes suédois à la fin du XVIIIe siècle, pour initier les rudiments de la chimie du platine, comme sa mise en forme en joaillerie. Il faut donc se résigner à admettre, sans oublier l'héritage savant, que c’est le chimiste anglais Wollaston qui a démontré en 1803 que le corps simple métallique est bien issu d'un élément particulier, nommé platinum en latin ou en anglais savant, soit platine en français, Platin en allemand, platino en italien ou en espagnol.
Le symbole alchimique du platine a été créé tardivement après par « fusion » ou accolement des symboles, respectivement lunaire et solaire, de l'argent et de l'or.
Ce métal de transition fait partie du sous-groupe ou triade du nickel, avec le nickel et le palladium, et dans un sens plus large, au sous-groupe des éléments du groupe 10. Ce métal lourd figure, avec l'osmium et l'iridium, parmi les éléments de la période 6.
Mais le nickel se distingue des deux platinoïdes Pd et Pt : il possède des formes ioniques simples et se révèle globalement plus réactif.

### Histoire des unités métriques, électrochimiques et d'éclairage
La définition standard d'un mètre fut longtemps fondée sur la distance entre deux marques gravées sur une barre en platine iridié conservée au Bureau international des poids et mesures à Sèvres en France. Jusqu'en mai 2019, un cylindre en platine iridié, également conservé au BIPM, a servi de prototype au kilogramme. En France, l'intensité lumineuse du platine en fusion servait d'étalon en métrologie pour l'unité d'éclairage en bougie.
Le platine est également toujours utilisé dans la définition de l'électrode standard à hydrogène.

## Isotopes
Le platine naturel est un mélange de six isotopes, dont cinq stables (192Pt, 194Pt, 195Pt, 196Pt et 198Pt) et un radioactif primordial. Ce dernier, 190Pt, a une très longue demi-vie (650 milliards d'années) et une abondance très faible (0,01 %, soit 100 ppm). On connaît de nombreux autres radioisotopes, dont le plus stable après 190Pt est 193Pt, dont la demi-vie est de 50 ans.

## Abondance naturelle, minéralogie et géologie, gisement et production
Présent dans la nature, le platine et ses alliages sont connus depuis longtemps. Le platine est un métal noble résistant à la corrosion, on le trouve souvent associé à certains minerais de cuivre ou de nickel, plus rarement sous forme de dépôts natifs (en Afrique du Sud notamment).

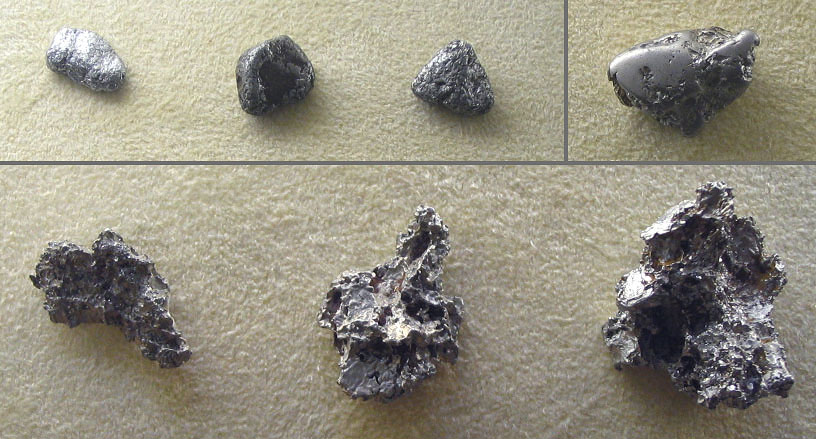
Platine natif (grains et petites pépites roulés des placers en haut, amas de gisement quasi-primaire en bas)

### Gisements et production
Le platine se trouve à l'état natif dans les gisements dits primaires, avec ses principaux minerais et/ou les roches magmatiques ultrabasiques tels que les dunites, le platine natif est le plus souvent allié avec d'autres métaux (Ir, Pd, Au, Fe, Cu, Ni...). Comme il est quasi-inaltérable et dense, ce platine se retrouve sur les gisements secondaires, en l'occurrence des placers souvent très proches de ces premières zones primaires.
Notons qu'aujourd'hui le minerai à base de sperrylite (arséniure de platine, PtAs2) est la source principale du métal. L'alliage platine/iridium naturel qu'est le platiniridium se trouve aussi dans le coopérite minéral (sulfure de platine, PtS).
Le clarke est de l'ordre de 0,005 ppm ou 0,005 g par tonne. Il est le plus abondant des platinoïdes.
Le platine, souvent accompagné de faibles quantités d'autres métaux de la famille du platine, peut être trouvé dans certaines alluvions ; en Afrique du Sud où il est aussi fortement concentré dans le complexe igné du Bushveld (environ 5 g/t), Colombie, en Ontario, dans l'Oural et dans certains états de l'ouest des États-Unis d'Amérique. En Europe, il est extrait dans le grand nord de la Russie, dans les gisements de cuivre et nickel de la péninsule de Taïmyr, dans le massif de Konder, dans le complexe  métallurgique et minier de Norilsk créé par la Russie soviétique en 1935 (en 1953, on y produisait déjà 35 % du nickel de l'Union soviétique, 30 % du cobalt et 90 % des métaux du groupe du platine, ou « platinoïdes »). Cette activité est à l'origine de la ville de Norilsk (175 000 habitants) et d'une voie ferrée qui transporte le minerai vers le port de Doudinka sur l'Ienisseï puis vers l'usine Severonickel dans la presqu'île de Kola. 330 000 t de nickel ont été extraites du sol rien qu'en 2003 (c'est 23,6 % de la production mondiale). C'est du même minerai qu'est tiré le platine, qui y est présent en faible quantité.
Le platine, outre son occurrence à l'état natif souvent très localisée, est présent comme sous-produit intéressant à récupérer dans les minerais de nickel ou de cuivre.
Le platine est en effet le plus souvent produit commercialement comme sous-produit du traitement du minerai de nickel, qui en contient parfois deux grammes par tonne.

## Corps simple, chimie et corps composés chimiques

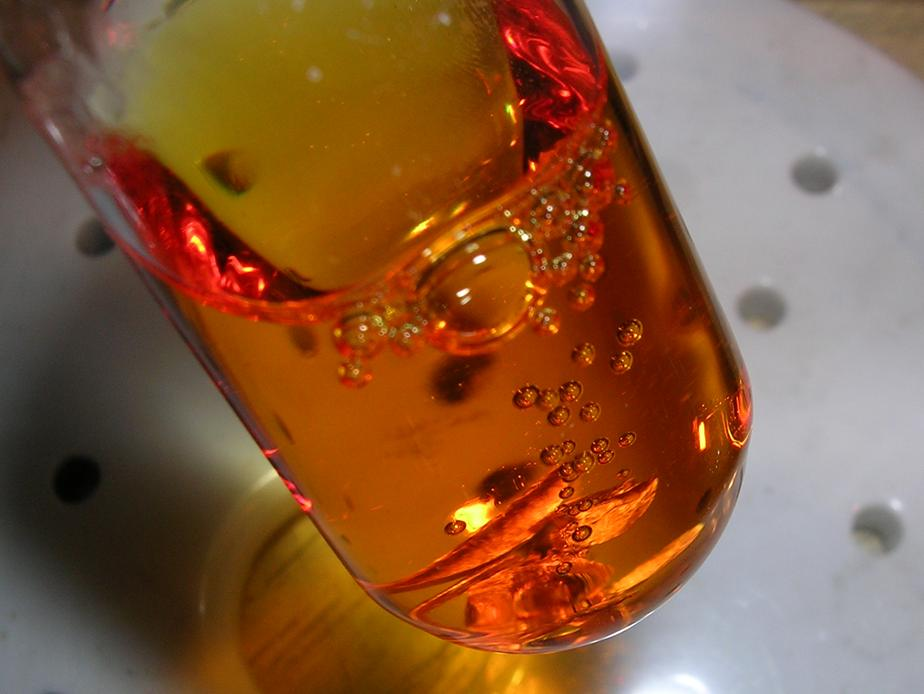
Le fil de platine pur (99,95 %) se dissout facilement dans un mélange d'eau régale.

### Propriétés physiques et chimique du corps simple métallique
Ce corps simple est un métal de transition de couleur blanche à gris-blanche, à reflet métallique, brillante. Ce platinoïde lourd a une densité élevée avoisinant 21,4 ; il est assez mou et malléable, très ductile (il peut être tréfilé en fil très fin), rare et précieux et très résistant à la corrosion.
Il s'agit d'un métal noble (avec l'argent et l'or), d'un métal précieux non magnétique (pur), bon conducteur de la chaleur et de l'électricité. Son coefficient de dilatation thermique est proche de celui du verre.
Sa résistance à l'abrasion et au ternissement font qu'il est apprécié en bijouterie. Son point de fusion est élevée de l'ordre de 1 770 °C. Pour l'artisan joaillier, le platine est un métal dense qui se soude à de très hautes températures aux alentours ou au-delà de 2 000 °C, mais ne s'oxyde quasiment pas et reste très blanc. La plage de travail est grande car son point d'ébullition dépasse 3 800 °C.
Le platine natif ne s'altère pas à l'air et reste très stable sur un plan chimique. Il est possible de le chauffer au chalumeau sans ternissement de sa surface, même dans une zone en fusion partielle. Il s'agit d'un métal réfractaire. « Le platine roche », c'est-à-dire qu'il cloque, mousse ou forme des cloques en se solidifiant. En réalité, sa résistance à l'oxydation est relative, l'oxyde de platine PtO se forme à haute température et haute pression.
Néanmoins ce corps simple est globalement plus réactif que l'osmium ou l'iridium métallique.
Le platine est inattaquable par les bases fortes et acides forts, à l'exception notable de l'eau régale où il forme facilement un ion complexe hexachloroplatinique soluble, l'ion hexachloroplatinate [Pt(Cl6)] 2−, ainsi en milieu aqueux acide, où existe l'acide hexachloroplatinique H2[Pt(Cl6)].
Citons ses propriétés physico-chimiques remarquables, en ce qui concerne l'adsorption et la catalyse. Un fil fin de platine peut initier et favoriser la décomposition de la vapeur de méthanol en gaz dihydrogène et en méthanal. Il s'agit d'un des premiers métaux précieux utilisés en catalyse dans la synthèse de l'acide sulfurique. Il est parfois présent dans les pots d'échappement à l'état finement divisé, sous l'aspect d'une matière dénommée mousse de platine. Notons que les diverses éponges ou mousses de platine étaient fabriquées à l'origine par divers procédés thermiques, au contraire du noir de platine obtenu par réduction de corps organo-platiniques en solution aqueuse et précipitation chimique en fines particules.
À température ambiante, une éponge ou mousse de Pt peut adsorber, c'est-à-dire fixer sur sa grande surface spécifique, cent fois son poids de gaz dihydrogène, et parfois jusqu'à vingt fois son poids de gaz dioxygène. De plus la mousse de platine chauffée libère ses gaz, sans les dénaturer. Ce métal d'adsorption est connu depuis les travaux pionniers de Sir Humphry Davy en 1817, cette reconnaissance ayant ouvert le champ de la catalyse en chimie.

### Chimie
L'état d'oxydation IV est beaucoup plus stable que dans le cas du palladium. Il existe le monoxyde de platine PtO  et le dioxyde de platine PtO2. Le platine réagit avec le fluor au-delà de 300 °C :
Pt solide cristal + 2 F2 gaz  →  PtF4 
Elle peut d'ailleurs se poursuivre en obtenant PtF5 et PtF6.
L'attaque par le gaz dichlore nécessite une haute température. On obtient PtCl2 et PtCl3. De même avec les autres halogènes plus lourds, PtBr2 et PtBr3 ou PtI2 et PtI3.
Le platine, à l'instar des autres platinoïdes, est attaqué par les corps simples soufre et phosphore, ainsi que de nombreux semi-métaux As, Se, Te, Sb, Pb...
Le platine a une nette propension à former des complexes.
Le platine interagit avec de nombreuses molécules, ce qui en fait un catalyseur très recherché. À température ambiante, il résiste cependant à de nombreuses attaques chimiques : il ne s'oxyde pas à l'air libre, et n'est corrodé que par les cyanures, les halogènes, le soufre et les métaux alcalins caustiques. Sauf à l'état de micro- ou nanoparticules, il est insoluble dans l'acide chlorhydrique HCl et dans l'acide nitrique HNO3, mais il se dissout dans l'eau régale (mélange de ces deux acides). Le platine ne s'oxyde ni à l'air ambiant ni en présence d'oxygène O2 pur, mais, en faisant réagir de l'acide chloroplatinique H2PtCl6·6H2O avec divers sels azotés, on obtient un nitrate de platine qui, une fois réduit, donne un oxyde hydraté de platine qui pourra être encore réduit en dioxyde de platine PtO2, un oxyde lamellaire stable semblable au rutile TiO2 d'un point de vue cristallographique, qui a également un pouvoir catalytique (catalyseur d'Adams), et qui peut être réduit en platine colloïdal par l'hydrogène H2 afin d'obtenir par exemple un catalyseur beaucoup plus puissant appelé noir de platine, très réactif de par sa surface particulière. On peut obtenir aussi, par un procédé en partie semblable, une éponge de platine, un autre type de catalyseur en platine pur, qui offre de même une large surface, comparable au noir de platine.
Les caractéristiques catalytiques du platine, comme celles des six autres métaux du groupe du platine, sont exceptionnelles. Ainsi, un mélange d'hydrogène H2 et d'oxygène O2 explose en présence de platine : le platine catalyse la réaction, qui est exothermique, l'élévation de température consécutive provoque alors un emballement de la réaction, d'où l'explosion. Sous certaines formes, le platine est un puissant toxique (il détruit l'ADN en empêchant la double hélice de se dérouler), ce pourquoi il est utilisé pour traiter certains cancers (chimiothérapie) en bloquant le processus de division rapide normal de certaines cellules (dont celles qui font pousser les cheveux, d'où une chute des cheveux lors de certaines chimiothérapies).

## Usage du métal platine et de ses alliages
Il est utilisé en bijouterie, en horlogerie, dans les équipements de laboratoire, en médecine dentaire (réalisation de fausses dents en alliage or-platine), pour certains contacts électriques et surtout dans les pots catalytiques des véhicules.

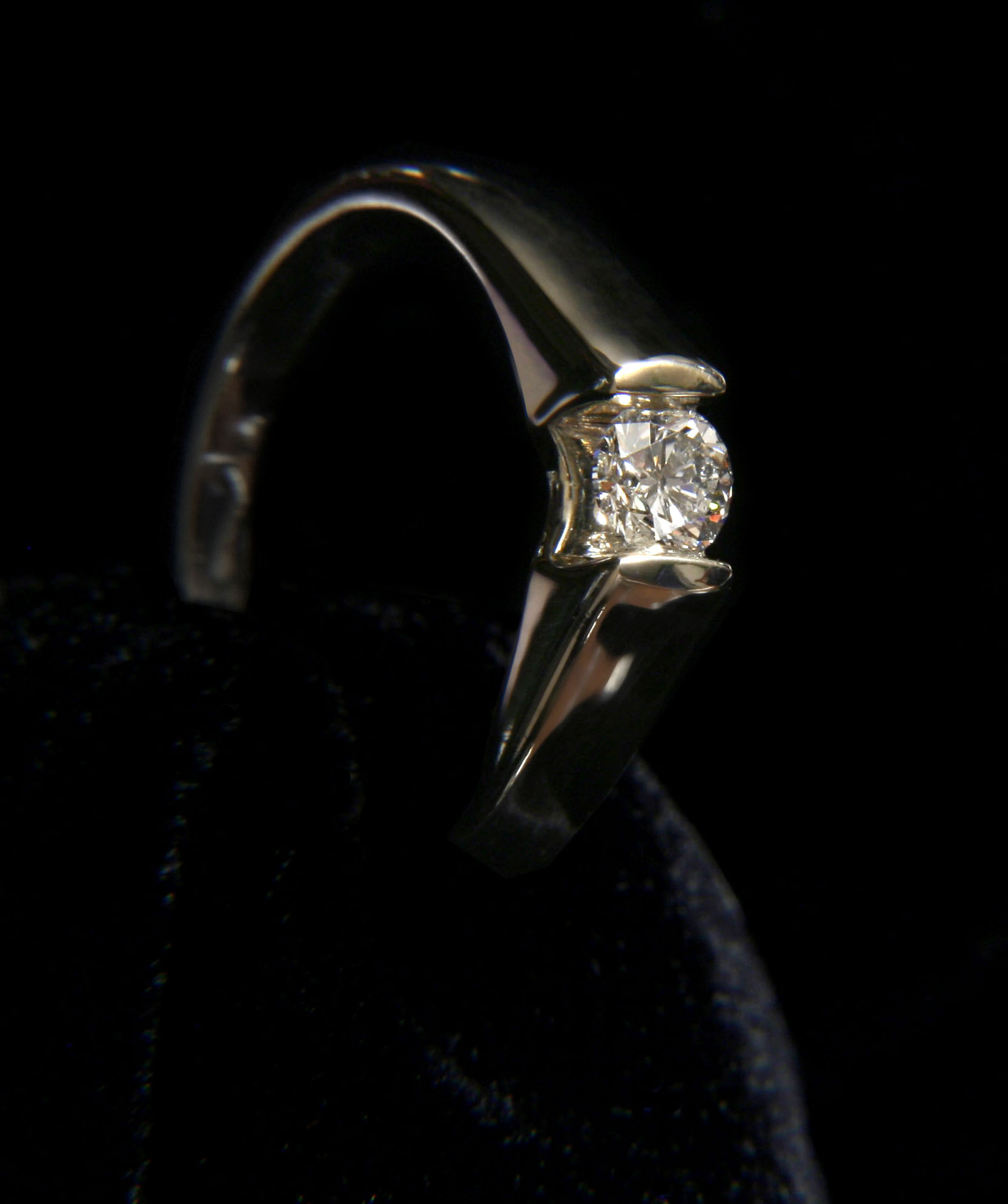
Bague de diamant avec monture en platine.

Le platine est très utilisé en bijouterie, dans les contacts électriques, dans les creusets et dans les fourneaux électriques à haute-température.
Avec deux autres métaux du groupe du platine, il est souvent utilisé comme catalyseur chimique et notamment dans les pots catalytiques de moteurs à combustion interne des véhicules et dans différents procédés industriels, bien qu'il tende à être remplacé par du palladium (aussi de plus en plus utilisé dans les catalyseurs diesel).
Voici d'autres utilisations :
- La photographie : la platinotypie est un procédé de tirage photographique breveté par William Willis en 1873 et, amélioré dans les années soixante par Irving Penn, est devenu le ce que l'on appelle couramment le tirage platine-palladium.
- Il peut adsorber une grande quantité de dihydrogène, qu'il relâche lorsqu'il est chauffé. Son utilisation dans la conception d'un conteneur d'hydrogène associé à des piles à combustible est à l'étude.
- L'industrie chimique utilise une quantité significative de platine ou d'alliage platine-rhodium sous forme de gaze (filet fin) pour catalyser l'oxydation partielle de l'ammoniac pour produire de l'oxyde nitrique, qui entre dans la composition d'engrais, d'explosifs et de l'acide nitrique.
- Des catalyseurs au platine sont utilisés dans le raffinage et la transformation du pétrole, ainsi que dans d'autres processus de la production d'essence et de composés aromatiques dans l'industrie pétrochimique.
- Ce métal a un coefficient de dilatation presque égal à celui du verre de silicate sodocalcique et est donc utilisé pour sceller des électrodes dans du verre.
- Les alliages de platine et cobalt ont d'excellentes propriétés magnétiques. Un alliage de 76,7 % de platine et 23,3 % de cobalt, en masse, constitue un aimant extrêmement puissant.
- L'alliage platine/osmium 90/10 est utilisé pour réaliser des stimulateurs cardiaques, des valvules cardiaques artificielles ou d'autres implants.
- L'alliage platine-iridium (« platine iridié ») fournit des matériaux d'une raideur, une dureté et une résistance chimique incomparables : cet alliage a notamment été utilisé pour former le premier kilogramme étalon et le premier mètre étalon du pavillon de Breteuil à Sèvres.
- Utilisé pour recouvrir le nez des missiles, les injecteurs des moteurs à réaction et des dispositifs qui doivent pouvoir fonctionner durablement à haute température.
- Un fil de platine fin porté à incandescence est un catalyseur de la réaction de transformation du méthanol (vapeur) en formaldéhyde. Ce phénomène a eu une application commerciale dans la fabrication de briquets ou de chaufferettes à alcool.
- Sa résistivité variant en fonction de la température, il est utilisé pour les thermomètres à résistance de platine et pour produire des thermocouples, sous la forme d'une soudure entre du platine pur et du platine rhodié.
- Il est utilisé sous forme de pots, creusets et coupelles dans les laboratoires pharmaceutiques et de chimie industrielle.

### Chimiothérapie
Le cisplatine [PtCl2(NH3)2] et le carboplatine sont certaines des substances les plus efficaces dans le traitement de certains types de cancer dont la leucémie, le cancer du testicule ou le cancer de la vessie. Ces composés se lient à l'ADN de manière bifonctionnelle (deux liaisons covalentes avec deux bases puriques sur le même brin d'ADN ou deux brins différents). Ces liaisons créent une torsion dans la double hélice et entraînent donc l’inhibition de la transcription et donc la mort de la cellule (apoptose). L'utilisation de ces complexes de platine est efficace mais entraîne de lourds effets secondaires car ils ne s'attaquent pas seulement aux cellules cancéreuses. Parmi eux on compte la néphrotoxicité (attaque des reins), l'ototoxicité (perte d'audition) ou encore des allergies. C'est pourquoi d'autres composés, de formule cis-[Pt(NH3)2(N-hétérocycle)Cl]Cl, sont à l'étude. Ces autres complexes de platine sont monofonctionnels et inhibent la transcription grâce à la gêne stérique créée par l'hétérocycle.

### Joaillerie
Alors que la moitié des ressources de platine est en 2021 utilisée par l'industrie automobile, 10 % le sont pour la joaillerie. Du XIXe siècle jusqu'au milieu du XXe siècle, ce métal jouit d'un grand prestige en raison de sa dureté. Surnommé « l'or des riches », il est souvent associé au diamant pour créer des pièces dites de « joaillerie blanche », plus prestigieuses que l'argent, lequel noircit avec le temps.
Les civilisations précolombiennes ont produit quelques objets en platine. Le métal est apporté en Europe depuis l'Amérique centrale et du Sud au XVIe siècle par les Espagnols, qui pensaient avoir affaire à de l'argent. En réalité, la température de fusion du platine est plus élevée, et les orfèvres se trouvent en conséquence si dépités qu'ils surnomment cette matière première « platina », soit « petit argent », comme le raconte l'historienne Inezita Gay-Eckel. Au XVIIIe siècle le chimiste français Pierre-François Chabaneau est le premier à réussir à fondre ce métal. Sous le Second Empire, en France, la maison Mellerio est sans doute la première à l'utiliser, d'abord pour un diadème présenté à l'Exposition universelle de 1867, acquis par la reine d'Espagne Isabelle II pour sa fille ; de nos jours, l'objet est encore porté par des membres de la famille royale. Les autres joaillers suivent et se mettent à utiliser le platine, notamment pour des parures néoclassiques, dite de « style guirlande », à la mode au début du XXe siècle. Le platine devient ensuite prisé par le mouvement Art déco, qui l'associe au diamant, à l'onyx et au cristal de roche, en témoignent les broches réalisées par Raymond Templier. Mais l'après-Première Guerre mondiale signe en réalité un déclin du platine, auquel est préféré l'« or blanc », dit aussi « or gris », un alliage rhodié qui vient d'être inventé.
Si sa dureté et sa rareté sont prisées, par symbolisme, pour les fiançailles et les mariages, il est donc sévèrement concurrencé par l'or. Avant la crise financière de 2008, l'once de platine valait environ 2 000 dollars, contre 1 000 à l'or. Une décennie plus tard la tendance s'est inversée.
Le platine offre surtout un gros avantage sur l'or pour la joaillerie sur le plan de la durabilité parce que trois fois plus résistant aux frottements. Par conséquent c'est un métal bien plus durable que l'or pour des bijoux fins tels que les chaînes pour bracelets ou colliers.
Le platine se différencie facilement de l'or jaune et de l'or blanc par son aspect blanc gris et sa densité supérieure à l'or ainsi que par sa température de fusion bien plus importante que celle de l'or. Le platine est 10 % plus dense que l'or pur et 56 % plus dense que l'or 14 carats. Il se différencie également facilement de l'argent par sa couleur plus grise et moins brillante que l'or et par sa densité presque deux fois plus élevée que celle de l'argent.

## Impacts écologiques et toxicologiques
Quand il est pur et massif, le platine ne pose a priori aucun problème de santé environnementale.
Mais depuis qu'il est abondamment utilisé comme catalyseur on commence à le trouver dans tous les compartiments de l'environnement et notamment dans l'air urbain.
La pluie lessive l'air, et les eaux de ruissellement l'apportent aux stations d'épuration urbaine, où il s'ajoute à celui qui provient des urines (dont celles de patients traités contre le cancer), des excréments et de certains rejets industriels. Dès le milieu des années 1990, on le retrouvait dans des boues d'épuration, avec des variations importantes liées à la météo (il y en a moins quand le temps est sec, et plus quand il est pluvieux). Localement, l'industrie est une source qui, pour ce qui concerne la contamination des eaux usées, dépasse les apports automobiles (cela a été vérifié dans une grande zone industrielle de Munich). Comparées à ceux des analyses de boues d'épuration de 15 stations d'épuration de petites villes rurales allemandes, les taux de platine des boues d'épuration munichoises étaient nettement plus élevés.
Le taux de platine augmente jusque dans l'urine humaine, et tous ses composés sont hautement toxiques.
Sous leurs formes biodisponibles, les platinoïdes se sont montrés bio-assimilables chez les plantes et animaux expérimentalement exposés. Ceci a été démontré chez diverses plantes terrestres ou aquatiques, pour des composés solubles et pour des particules liées au platine, au palladium et au rhodium.
Le platine des pots catalytiques, rare et coûteux tend à être remplacé par le palladium (ou associé à ce dernier). Dans les mêmes conditions, le palladium semble aussi bio-assimilable que le platine, voire plus que ce dernier.
- Le palladium et le platine ont été dosés chez 22 espèces d'algues du littoral californien, avec une technique analytique nouvelle, très sensible[21] ; les teneurs dans ces algues variaient de 0,09 à 0,61 ng/g pour le palladium et 0,25 à 1,75 ng/g pour le platine (en matière sèche)[21].
- Le ratio moyen de Pt/Pd trouvé dans ces algues était de 3,5 alors qu’il était de 4,5 dans la mer. On suppose donc que ces algues accumulent le palladium et le platine de l'eau de mer, sans discrimination, en raison de la similitude chimique de ces métaux[21].

Chez les animaux (espèces aquatiques principalement) expérimentalement exposés à des sels solubles ou à des substances catalytiques, la bioconcentration est également démontrée.
- Par exemple, le platine sous forme de H2PtCl6 provoque chez le poisson Danio rerio une lyse et nécrose des cellules de la muqueuse intestinale, des changements dans la sous-muqueuse, et la fusion des villosités entre elles[22]. Cet effet était d'autant plus marqué que la concentration ou le temps d’exposition était élevé. Lors d’une exposition de 15 jours à une concentration sublétale de 16 µg/L, suivie d'une période de non-exposition de 64 jours, ces lésions étaient toutefois réversibles.
- Les animaux filtreurs y sont notamment vulnérables : à titre d'exemple et de comparaison avec d'autres "métaux lourds", pour la moule zébrée (Dreissena polymorpha) vivant en eau douce, la biodisponibilité des platinoïdes issus de poussières routières se situe entre celle du cadmium et du plomb[20], avec, peut-on supposer, des effets synergiques.

Des vers parasites des poissons ont également montré une capacité à bioaccumuler les platinoïdes (ils pourraient donc être utiles à la biosurveillance fine de milieux aquatiques).
La bioassimilabilité et bioconcentration sont également observées quand ce sont des sédiments de rivières urbaines, de la poussière routière ou de tunnel qui sont utilisés comme sources de platinoïdes pour l'expérience.
Parmi les platinoïdes, le platine semble moins bio-assimilable que le palladium, pour la faune comme pour la flore. Cependant, sous forme de micro ou nanoparticules, le platine devient très actif, même à très faible dose.
Les composés du platine biodisponibles étaient très rares dans la nature. Mais ils sont maintenant produits en grandes quantités par l'industrie et largement répandus dans l'environnement, notamment via l'incinération, l'épandage de boues d'épuration et lors du vieillissement des pots catalytiques.
Par exemple, des analyses de 166 échantillons d'air et des urines de 178 personnes (non exposées par leur profession) ont été faites à Munich de 1993 à 1996. Elles ont montré une très forte augmentation (triplement) des teneurs de l'air en trois ans (passant de 7,3 ± 6,5 pg/m3 en 1993-1994 à  21,5 ± 13,8 pg/m3 pour 1995-1996), avec jusqu'à 62 pg/m3. Le taux moyen de platine urinaire pour les 178 personnes était de 6,5 ng/g de créatinine. La distribution anormale de ce platine dans la population (96 % des personnes testés avaient moins de 20 ng/g de créatinine (SD = 6,4; MEDIAN 4,3 =; MAX = 45 ng/g de créatinine) alors que quelques personnes en présentaient 3 à 4 fois plus. L'étude a montré que ces derniers étaient en fait contaminés par des alliages dentaires or-platine qu'ils portaient.
- On en trouve une quantité croissante dans les poussières des zones où la circulation automobile est importante. Par exemple à Mexico où les véhicules n'ont commencé à être équipés de pots catalytiques qu'en 1991[24].
- Il en allait de même à Boston aux États-Unis, les taux de platinoïdes sont en forte augmentation parmi les particules PM10 inhalées par la population[25].
- En Italie[26], dans le sol de Naples et d'une zone périphérique de 120 km2, les taux de platine et de palladium (dosés dans 195 échantillons) variaient de moins de 2 μg/kg à 52 μg/kg pour le platine et de moins de 10 μg/kg à 110 μg/kg pour le palladium. Or, les teneurs sont considérées comme anormales au-dessus de 6,2 μg/kg de platine et de  17,2 μg/kg de palladium.

Plus la circulation était intense, plus le taux de ces métaux était élevé.
La cartographie de la pollution était fortement corrélée à celle du réseau routier et de la densité de circulation.
Bien qu'ils ne soient obligatoires en Europe que depuis 1993, l'identité et les proportions respectives de platinoïdes (Pt / Pd / Rh) correspondent à celles des pots d'échappement catalytiques, ce qui laisse supposer qu'ils sont bien à l'origine des valeurs de plus en plus élevées (même en Italie où l'État a autorisé les pots non-catalytiques jusqu'en janvier 2002.).
- Les tunnels sont des zones où l'air est - plus qu'ailleurs-  « enrichi » en particules de platinoïdes de petite et très petite taille (PM10 and PM2.5)[27], ce qui laisse penser qu'elles peuvent pour partie passer dans le sang via les poumons. Dans un tunnel étudié en Autriche, les taux variaient selon le point de prélèvement (distance par rapport à l'entrée), le taux de renouvellement de l'air par la ventilation, et le nombre de véhicules empruntant le tunnel. Les taux variaient de 38 ± 5,9 à 146 ± 13 ng émis en moyenne par véhicule et kilomètre, alors que les facteurs d'émission de palladium variaient de 13 ± 2,1 à 42 ± 4,1 ng.veh-1.km-1. La plus grande partie du Pt et Pd était présente forme d'aérosol dont la taille particulaire dépassait le PM10, mais 12 % et 22 % respectivement de ces platinoïdes était émis sous forme de particules assez fines (PM2)[27] pour être inhalées et passer dans le système sanguin et d'autres organes.
- Les platinoïdes ont également augmenté dans les sédiments de rivières ou de lacs. Par exemple, dans un lac proche de Boston[28].
- L'analyse de trois platinoïdes (Pt, Pd, Rh) dans les couches de sédiment montre une nette augmentation depuis l'apparition des pots catalytiques (teneurs 6 à 16 fois plus importantes en 1992-2002 qu'avant l'introduction des catalyseurs)[28]. Les rapports de proportion entre ces éléments signent leur origine automobile (c'est la même que celle de ces produits dans les pots catalytique des environ 500 millions de véhicules équipés de pots catalytiques circulant dans le monde vers 2004. Les teneurs en iridium et le ruthénium (Ru) ont aussi augmenté après l'introduction des catalyseurs[28].
- Le platine, le palladium et le rhodium ont été dosés dans des échantillons de neige fraîche prélevés à 14 endroits de la vallée d'Aspe (Pyrénées, France) durant deux hivers, (février 2003 et mars 2004)[29]. Les limites de détection étaient de 0,05, 0,45, et 0,075 pg/g respectivement pour le Pt, Pd et Rh[29].

La neige fraîche contenait de 0,20 à 2,51 pg/g pour le Pt, de 1,45 à 14,04 pg/g pour le palladium et de  0,24 à 0,66 pg/g pour Rh. les teneurs les plus élevées étaient dans la plupart des cas trouvées près des axes routiers, sans lien direct ou évident avec le trafic routier. Durant l'étude la direction et l'origine des masses d'air atteignant la vallée ont été enregistrées, de manière à fournir des indices sur l'origine de ces platinoïdes.
Les teneurs étaient plus élevées en 2004 qu'en 2003. Les auteurs estiment que les platinoïdes trouvés dans la neige des Pyrénées en 2004 provenait du parc des véhicules européens, et de certaines activités minières russes.
- Le taux de platine et platinoïdes catalytiques mesuré dans les neiges et glaces du pôle Nord a fortement augmenté entre 1990 et 2000 ; et les taux mesurés dans les couches de neige formées au milieu des années 1990 sont 40 à 120 fois plus élevés que ceux mesurés dans la glace datant de 7 000 ans, ce qui indique une contamination à large échelle de toute la troposphère de l'hémisphère Nord par les platinoïdes. Ici aussi, le rapport massique Pt/Rh des échantillons de neige la plus récente est proche du rapport moyen de ces catalyseurs dans les pots catalytiques, ce qui suggère aux auteurs de cette étude « qu'une grande partie de l'augmentation récente du Pt et Rh pourrait provenir de convertisseurs catalytiques d'automobiles »[30].
- Alors que la contamination par l’osmium (Os) était autrefois associée aux tanneries, les changements récents de composition isotopique de l'osmium (également présent dans les pots catalytiques neufs, comme impureté) montrent une autre source anthropique pour cet élément. L’hypothèse que les catalyseurs automobiles sont une source d’iridium et d’osmium est encore renforcée par le fait que ces éléments sont les plus concentrés dans la poussière de tunnels routiers[28].

Bien que leur potentiel toxicologique et écotoxicologique soit encore mal connu, et qu'on n'ait pas encore détecté d'effets écologiques majeurs ou aigus attribuables avec certitude à ces platinoïdes anthropiques, des effets chroniques sur la biosphère sont suspectés, notamment car :
- sous forme de très petites particules, ce sont de puissants catalyseurs ;
- leur augmentation est rapide et cumulative (effets synergiques potentiels) ;
- leur augmentation semble déjà concerner tous les compartiments de l'environnement, et au moins tout l'hémisphère-nord[31] ;
- leur disponibilité biologique est bien plus importante qu'on ne le pensait il y a quelques décennies ;
- leur bioaccumulation est avérée pour de nombreuses espèces et plausible pour les autres.

La question d'éventuels effets sanitaires - via l'alimentation ou via l'inhalation de particules - se pose donc.
Dans tous les cas, les études sont compliquées par les difficultés techniques d'analyse des traces de Pt, Pd et Rh (bien que des techniques récentes permettent des mesures très précises en Pg/g d'échantillon) et surtout par d'importantes lacunes en matière de connaissance de leurs impacts environnementaux,.
De plus, les émissions (industrielles ou des pots catalytiques) changent dans leur composition. Par exemple, à Mexico, on a noté un pic en 1993, puis une moindre augmentation des taux de Pt-Pd-Rh, ce qui suggère que les premiers pots catalytiques perdaient plus rapidement qu'aujourd'hui une partie de leurs catalyseurs, soit parce que la technologie ne permettait pas une bonne adhésion des catalyseurs à la matrice du pot, soit parce que les conducteurs utilisaient des carburants inappropriés, ou pour ces deux raisons à la fois.

## Production mondiale et commerce

### Production
| Pays           | Tonnes/an | % du total |
| -------------- | --------- | ---------- |
| Afrique du Sud | 148,3     | 75,8       |
| Russie         | 29,6      | 15,1       |
| Canada         | 7,4       | 3,8        |
| Zimbabwe       | 4,4       | 2,2        |
| États-Unis     | 4,1       | 2,1        |
| Autres pays    | 1,9       | 1,0        |
| Total monde    | 195,7     | 100,0      |

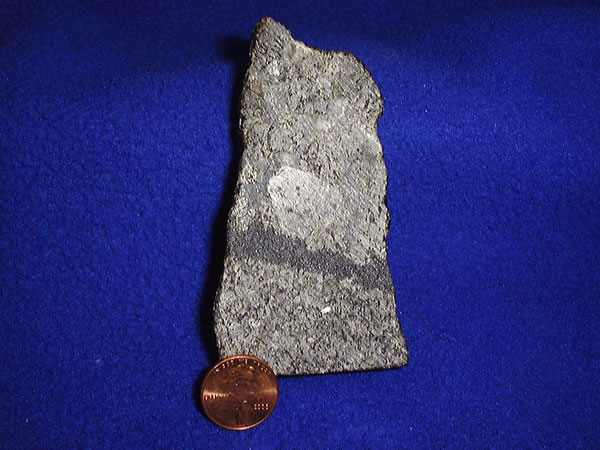
Minerai de platine

Chiffres de 2003, métal contenu dans les minerais et concentrées, source : L'état du monde 2005
En 2008, l'offre mondiale était de 198 tonnes réparties comme suit:
- 170 tonnes proviennent de l’extraction minière,
- 28 tonnes issues du recyclage des catalyseurs automobiles.

Les principaux producteurs mondiaux de platine sont:
- Anglo American : près de 70 tonnes produites en 2007,
- Impala Platinum (Afrique du Sud) : près de 55 tonnes,
- Lonmin (ex-Lonrho) : environ 22 tonnes,
- Norilsk Nickel : environ 20 tonnes.

Le platine étant une ressource non renouvelable, sa fin est prévue en 2064.

### Commerce en France
En 2014, la France est nette importatrice de platine, d'après les douanes françaises. Le prix moyen au gramme à l'import était de 34 €.
Le platine est maintenant considéré comme un métal plus précieux que l'or, de telle sorte qu'une récompense de platine est symboliquement supérieure à une récompense d'or.
Le code ISO 4217 de l'once de platine est XPT.